# Marioara Trifan
Marioara Trifan (* 8. März 1950 in Los Angeles) ist eine US-amerikanische Pianistin, Dirigentin und Hochschullehrerin.

## Beruflicher Werdegang
Marioara Trifan begann bereits mit drei Jahren, Klavier zu lernen.
1965 erwarb sie ihr Diplom (Hauptfach Klavier) am Curtis Institute of Music, Philadelphia und 1970 ein Bachelor of Science Degree (Hauptfach Klavier) an der Juilliard School, New York. Am selben Konservatorium erhielt sie 1971 ein Master of Science Degree (Hauptfach Klavier).
Mit Auszeichnung bestand Marioara Trifan in den folgenden Jahren drei universitäre Examen an europäischen Hochschulen: 1975 die Künstlerische Reifeprüfung im Hauptfach Klavier an der  Universität für Musik und darstellende Kunst Wien, 1977 das Konzertexamen im Hauptfach Klavier und 1984 die Künstlerische Reifeprüfung im Hauptfach Dirigieren an der Musikhochschule Köln.
Sie besuchte Meisterkurse für Klavier, unter anderem bei Vladimir Ashkenazy und Jorge Bolet, und Meisterkurse für Dirigieren, unter anderem bei Julius Kalmar und Ferdinand Leitner.

## Berufliche Tätigkeiten
Von 1973 bis 1974 war sie Solorepetitorin an der Volksoper Wien, später Solorepetitorin mit Dirigierverpflichtung am Nationaltheater Mannheim (1984 bis 1987). Die künstlerische Leitung des Stamitz-Orchesters in Mannheim hatte sie von 1987 bis 1988 inne, von 1987 bis 1990 war sie Kapellmeisterin am Theater Hagen. 1990 ging Marioara Trifan in die USA zurück. Es folgten vier Jahre als künstlerische und musikalische Leiterin an der Baton Rouge Opera in Louisiana, USA. Von 1994 bis 1998 war Marioara Trifan Erste Kapellmeisterin am Stadttheater Koblenz. Dort leitete sie die Sinfoniekonzerte oft in Doppelfunktion und dirigierte vom Klavier aus.
Darüber hinaus trat sie als Pianistin auf internationalen Podien in Europa und Übersee auf. Sie war Gastdirigentin und Klaviersolistin beim Staatsorchester Rheinische Philharmonie, dirigierte Opern, Konzerte und Ballette unter anderem für die Dresdner Staatskapelle, das MDR-Rundfunkorchester Leipzig, das Internationale Jugendfestspielorchester Bayreuth, das Händelfestspielorchester Halle, die Städtische Philharmonie Erfurt, das Aarhus Symfoniorkester, die San Francisco Chamber Symphony, die Oper voor Vlaanderen Antwerpen und Gent, an der Syracuse Opera in New York.

### Lehrtätigkeiten
Von 1978 bis 1984 hatte Marioara Trifan einen Lehrauftrag für Klavier und Kammermusik an der Musikhochschule Köln inne. Professorin und Leiterin der Opernschule an der Louisiana State University, Louisiana, war sie von 1990 bis 1994.
1998 wurde ihr eine Professur an der Hochschule für Musik und Theater München übertragen. Sie wurde künstlerische Leiterin der Opernschule. Dort studierte sie jedes Semester eine Produktion ein, die sie im Prinzregententheater und anschließend in anderen Häusern zur Aufführung brachte. Bis Herbst 2019 war sie als Professorin tätig.

## Berufliche Schwerpunkte
Marioara Trifan beherrscht das Orchesterrepertoire der Klassik, Romantik und Moderne in seiner ganzen Breite. Außerdem verfügt sie über reichhaltige Erfahrungen im Bereich der zeitgenössischen Musik und Chorsinfonik. Ein besonderer Schwerpunkt liegt auf dem Musiktheater.

## Auszeichnungen (Auswahl)
Marioara Trifan nahm an vielen internationalen Wettbewerben teil und wurde mit zahlreichen Preisen ausgezeichnet.
So gewann sie jeweils den 1. Preis beim Concurso Internacional Premio Jaén de Piano in Jaén, Spanien (1973), dem Concurso Internacional de Piano de Santander Paloma O'Shea in Santander, Spanien (1975), bei der First International Piano Competition, Tokyo (1978) und der Maryland International Piano Competition (jetzt William Kapell Competition) in Maryland, Vereinigte Staaten (1979). Beim Internationalen Musikwettbewerb der ARD in München belegte sie 1979 den zweiten Platz. Sie gewann 1977 den Felix-Mendelssohn-Bartholdy-Preis in Berlin, errang 1980 bei der Arthur Rubinstein International Piano Master Competition in Tel Aviv eine Silbermedaille. Marioara Trifan belegte 1985 beim Internationalen Mozartwerttberb, Salzburg, den ersten Platz.

## Diskografie
- Koblenzer Konzerte CD 1. Wolfgang Amadeus Mozart: Konzert für Klavier und Orchester Nr. 6 KV 238, Rondo D-Dur KV 382, Konzert für Klavier und Orchester Nr. 20 KV 466. Jenő Jandó und Marioara Trifan, Klavier. Staatsorchester Rheinische Philharmonie (musikalische Leitung: Christian Kluttig)
- Hochschule für Musik und Theater München (Hrsg.): Wolfgang Amadeus Mozart: Così fan tutte. Ausschnitte aus dem 1. und 2. Akt. Bettina Baumgartner, Petra van der Mieden, Regina Richter, Manfred Bittner, Matthias Heubusch, Robert Merwald. Chor der Hochschule für Musik und Theater München. Münchner Symphoniker unter der Leitung von Marioara Trifan.